# Suka Mulia/Upah Hulu
Suka Mulia/Upah Hulu is een bestuurslaag in het regentschap Aceh Tamiang van de provincie Atjeh, Indonesië. Suka Mulia/Upah Hulu telt 1284 inwoners (volkstelling 2010).